# Плыстина
Плыстина (болг. Плъстина) — село в Болгарии. Находится в Тырговиштской области, входит в общину Омуртаг. Население составляет 636 человек.

## Политическая ситуация
В местном кметстве Плыстина, в состав которого входит Плыстина, должность кмета (старосты) исполняет Мустафа Мехмедалиев Мустафов (Движение за права и свободы (ДПС)) по результатам выборов правления кметства.
Кмет (мэр) общины Омуртаг — Неждет Джевдет Шабан Движение за права и свободы (ДПС)) по результатам выборов в правление общины.